# Arena de guerra
La arena de guerra es arena que ha sido contaminada por los restos de proyectiles utilizados en la guerra. Esta clase de arena ha sido encontrada en Normandía desde la batalla de Normandía, entre otros sitios. En 1988, en la arena de la playa de Omaha se descubrieron partículas de vidrio y metal que derivan de la metralla; el 4% de la arena utilizada en la muestra estuvo compuesta por partículas de metralla que varían de medida entre los 0.06 milímetros y 1 mm. Los investigadores descubrieron además cantidades rastreables de hierro y cuentas de vidrio en la arena, originadas por el calor intenso provocadas por las explosiones de las municiones en el aire y la arena.

## Investigación de su composición
En el 2013, el Dr. Earle McBride, un investigador que estudia la diagénesis de la arenisca y la madurez sedimentológica de la arena durante la transportación, mezcló las muestras de arena recogidas de la playa de Omaha con resina epoxi azul, creando una arenisca artificial, antes de trocearla en secciones delgadas. Utilizando un microscopio óptico y una fuente de luz externa, pudieron ser identificados granos relucientes y opacos. A pesar de que el movimiento de las olas marítimas había redondeando los bordes de algunos granos más toscos, la singularidad y la corrosión de los granos toscos y los redondeados apuntaban a que los granos estaban hechos por el hombre. Se cree que la rugosidad de dichos granos fue generada por superficies microporosas durante su producción y la corrosión tras la explosión.
Esta inspección, junto a las demás pruebas que revelan que los granos eran magnéticos, llevaron a McBride a concluir que los granos eran fragmentos de metralla.